# Castelo Ravenscraig (Aberdeenshire)

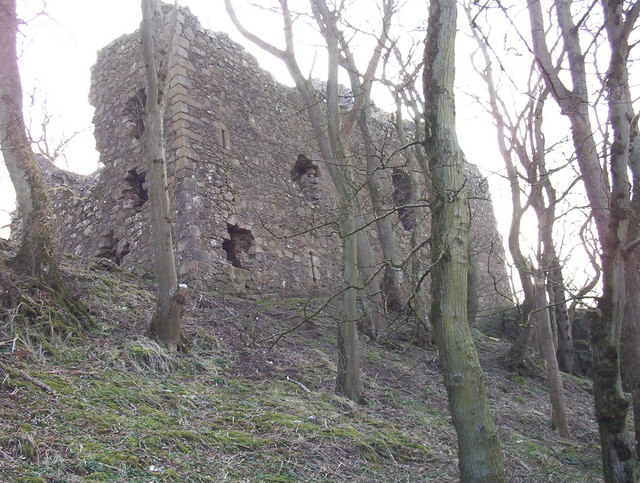
Ruinas do castelo Ravenscraig

O Castelo Ravenscraig anteriormente Craig of Inverugie (em inglês:  Ravenscraig Castle) é um castelo do século XV atualmente em ruínas localizado em Peterhead, Aberdeenshire, Escócia.

## História
Construído sob a licença real atribuída em maio de 1491. Originalmente propriedade da família Cheyne, passou para a família Keith por casamento em meados do século XIV.
Encontra-se classificado na categoria "B" do "listed building"´, desde 16 de abril de 1971.